# کوه گوان
کوه گوان (به لاتین: Mount Guan) یک کوه در چین است که در Taitung County/Kaohsiung City, Taiwan واقع شده‌است. کوه گوان ۳٬۶۶۶ متر بالاتر از سطح دریا واقع شده‌است.